# 九九式小迫撃砲

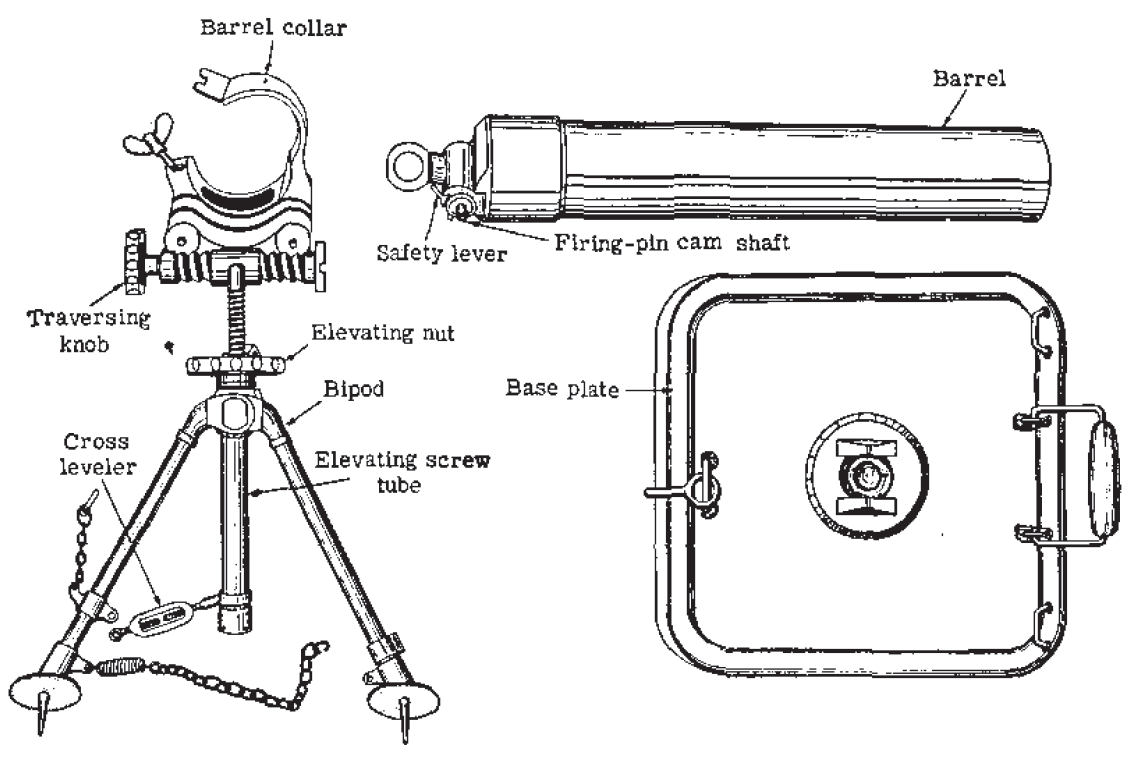
アメリカ陸軍の情報資料で図解された、主要部品に分解された状態の九九式小迫撃砲。

九九式小迫撃砲（99しきしょうはくげきほう）は、大日本帝国陸軍が制式採用した迫撃砲である。

## 概要
歩兵用突撃兵器及び空挺部隊が携行するための火砲として開発された。小型軽量の迫撃砲で、直接照準により九七式曲射歩兵砲と共通の有翼砲弾(一〇〇式榴弾)を発射する。墜発式ではなく八九式重擲弾筒同様の前装撃発式である。砲弾を砲口から砲身へ落とし込んだだけでは、発射されず装填状態となる。任意のタイミングで砲手が砲身後部にあるピンを木槌等で叩くと撃発、発射される。床板と砲身・脚とに分解し、２名で背負運搬する。空挺用途の場合は空挺部隊用収納箱に入れ運搬する。
大阪造兵廠第一製造所の昭和17年10月末の調査では、この時点で598門製造されていた。